# Conrad de Montferrat
Conrad de Montferrat, Conrad I de Jerusalem (mitjans dècada del 1140 - 28 d'abril de 1192), va ser un dels participants més importants de la tercera croada. Va ser senyor de Tir del 1187 al 1192, marquès de Montferrat del 1191 al 1192 i rei de Jerusalem de iure des del 24 de novembre de 1190, encara que no en va ser oficialment reconegut fins al 1192.

## Primers anys
Conrad va ser el segon fill del marquès Guillem V de Montferrat el Vell, i la seva esposa Judit de Babenberg. Va ser primer cavaller de Frederic Barba-roja, Lluís VII de França i Leopold V d'Àustria.
No se sap ni la data exacta ni el lloc on va néixer Conrad, encara que és probable que nasqués en Casale, la capital del marquesat del seu pare. Se l'esmenta per primera vegada en una carta datada en 1160, quan estava servint en la cort del seu oncle matern, Conrad, bisbe de Passau, i més tard arquebisbe de Salzburg. Probablement li van posar el nom de Conrad pel seu oncle o pel mig germà de la seva mare, el rei dels romans, Conrad III.
Conrad va participar activament en política des que tenia vint anys. Va participar amb altres membres de la seva família en la campanya contra la lliga Llombarda, on va demostrar ser un eficient comandant. Prengué part en les negociacions de pau del papa Alexandre III fins a Mòdena. Passà tot l'any 1176 a la Toscana. El seu primer matrimoni va ser abans de 1179 amb una dama sense identificar, possiblement filla del comte Meinard I de Gorízia, però ella va morir a la fi del 1186 sense deixar descendents vius.

## Conrad a l'Imperi Romà d'Orient
El 1179, seguint l'aliança del seu pare amb l'emperador Manuel I Comnè, Conrad va dirigir un exèrcit contra les tropes de Frederic I Barba-roja, dirigides pel canceller imperial Cristià, arquebisbe de Magúncia. Al setembre el va derrotar a Camerino i va fer presoner el propi canceller (prèviament, el canceller havia fet presoner a Conrad). Va deixar al captiu en mans del seu germà Bonifaci i va partir cap a Constantinoble reclamat per l'emperador romà d'Orient, tornant a Itàlia breument després de la mort de Manel el 1180. Ja en la trentena, la seva personalitat i bones maneres van causar una agradable impressió en la cort romana d'Orient: l'historiador romà d'Orient Nicetes Coniata el descriu com "de bella aparença, en la flor de la vida, excepcional i sense igual en coratge i intel·ligència, i al millor moment de la força del seu cos".
A l'hivern del 1186/1187, Isaac II Àngel va oferir a la seva germana Teodora que es casés amb el germà menor de Conrad, Bonifaci. El matrimoni pretenia renovar l'aliança de l'Imperi Romà d'Orient amb els Montferrat, però Bonifaci ja estava casat. Conrad, que havia enviduat recentment, tenia intenció d'unir-se al seu pare per lluitar amb els croats des del Regne de Jerusalem, però va acceptar l'oferta d'Isaac i va tornar a Constantinoble en la primavera del 1187 per casar-se ell mateix amb Teodora. Amb aquest matrimoni, Conrad va aconseguir el rang de cèsar. No obstant això, gairebé immediatament va haver d'ajudar l'emperador a defensar el seu tron enfront d'una revolta liderada pel general Aleix Branàs. Segons les cròniques, Conrad va haver d'instigar el feble emperador a prendre la iniciativa. Conrad va lluitar heroicament en una batalla que li va costar la vida a Branàs, sense escut ni elm, i vestint solament una lleugera pell de lli sota la cota de malla. Tan sols va ser ferit lleument en una espatlla, mentre que el rebel Branàs va ser assassinat i posteriorment decapitat pels seus propis guardaespatlles.
Tanmateix, Conrad va pensar que el seu important servei havia estat recompensat molt pobrament, i va començar a desconfiar dels sentiments antillatins dels romans d'Orient: el seu germà Renyer havia estat assassinat el 1182 d'un possible intent de venjança de la família de Branàs. Conrad va decidir posar terra pel mig i va anar al regne de Jerusalem al juliol de 1187, embarcat amb un vaixell mercant genovès.

## Defensa de Tir

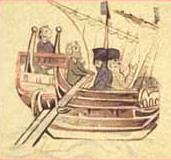
Conrad de Montferrat arribant a Tir en una imatge de la Brevis Història Regni Hierosolymitani (Biblioteca Nacional de França)

Conrad es va trobar amb el seu pare al castell de Sant Elies. Conrad va desembarcar primer a Acre, que recentment havia caigut sota el poder de Saladí, i va navegar cap al nord fins a Tir, on es trobaven les restes de l'exèrcit croat. Després de la seva victòria en la batalla de les Banyes d'Hattin sobre l'exèrcit de Jerusalem, Saladí es va encaminar sobre la marxa cap al nord per capturar Acre, Sidó, i Beirut. Ramon III de Trípoli, el seu fillastre Reginald de Sidó i altres nobles van aconseguir escapar de la batalla i fugir a Tir, i estaven ja ansiosos de tornar a les seves terres per organitzar la seva defensa. Però Ramon de Trípoli es trobava en un delicat estat de salut i, va morir poc després de tornar a casa.
Segons es diu a la crònica titulada Continuació de Guillem de Tir, Reginald de Sidó va prendre el seu càrrec en Tir i va estar en les negociacions de rendició de la ciutat amb Saladí. Suposadament, Conrad va rebutjar les propostes de Saladí i va aconseguir la lleialtat absoluta dels habitants de Tir. Reginald se'n va anar per fortificar el seu propi castell de Beaufort, en les ribes del riu Litani. Amb el suport de la comunitat de comerciants italians establerts a la ciutat, Conrad va reorganitzar la defensa de Tir, establint una comuna similar a les moltes contra les quals ell havia lluitat a Itàlia.
Al novembre del 1187, Saladí va tornar a assetjar per segona vegada Tir.
Conrad estava encara al comandament de la ciutat, i havia aprofitat el temps per seguir fortificant-la i omplir-la dels refugiats cristians que venien del nord del Regne de Jerusalem. Aquesta vegada, Saladí va optar per combinar un assalt per terra i mar, bloquejant el port. En un incident descrit per l'Itinerarium Peregrinorum , Saladí va presentar davant dels murs de la ciutat al pare de Conrad, Guillem V de Montferrat, que havia estat capturat en la batalla de les Banyes d'Hattin. Va oferir alliberar Guillem i lliurar-li grans regals si rendia Tir. Però el seu ancià pare li va dir que es mantingués ferm encara que el matessin els egipcis. Conrad va declarar que Guillem havia viscut una llarga vida, i ell mateix li va apuntar amb el seu arc des de les muralles. En veure aquesta reacció, suposadament Saladí va exclamar: "Aquest home és un pagà i molt cruel". Però l'engany enfront de Saladí va tenir èxit i el vell marquès Guillem va ser alliberat a l'actual ciutat siriana de Tartus el 1188, d'on retornaria al costat del seu fill per morir poc després.
A l'alba del 30 de desembre, les forces de Conrad van llançar un ràpid atac sobre els cansats mariners egipcis i van capturar moltes galeres. La resta dels vaixells egipcis van intentar escapar cap a Beirut, però els vaixells de Tir els van interceptar obligant-los a embarrancar les naus a la platja i fugir a peu. Llavors Saladí va ordenar l'assalt contra els murs de la ciutat, pensant que els defensors estaven distrets amb la batalla naval. No obstant això, Conrad va llançar als seus homes a una càrrega fora de les portes de la ciutat que van destrossar l'enemic: el cavaller Hug de Tiberíades es va distingir especialment en la batalla. Saladí es va veure obligat novament a abandonar el setge, va cremar les seves màquines de guerra i vaixells per evitar que caiguessin en mans de Conrad.

## Lluita per la corona de Jerusalem

La Mediterrània oriental a l'inici de la Tercera Croada, el 1190.

A l'estiu del 1188, Saladí va posar a la venda el captiu Guiu de Lusignan, el marit de la reina Sibil·la de Jerusalem. Un any després, el 1189, Guiu, acompanyat pel seu germà Godofreu, va aparèixer a Tir reclamant a Conrad que li lliurés les claus de la ciutat. Conrad es va negar i va declarar que Guiu havia perdut el seu dret a ser rei de Jerusalem en la batalla de les Banyes d'Hattin. Conrad va assegurar que mantindria la ciutat fins a l'arribada dels reis des d'Europa. Para això, va invocar els termes expressats en l'última voluntat de Balduí IV, termes trencats per Guiu i Sibil·la: al moment de la mort del seu nebot Balduí V, aquest va expressar el seu desig que fossin els seus més directes hereus els qui exercissin la regència fins que la successió fos possible i va ser exercida per Enric II d'Anglaterra, Felip II de França i Frederic I Barba-roja. Conrad no va permetre a Guiu i Sibil·la entrar a la ciutat, encara que els va permetre acampar als afores de Tir.
Conrad va ser persuadit pel seu cosí, Lluís III landgravi de Turíngia, a unir-se a Guiu en el setge d'Acre el 1189, durant la tercera croada. El setge va finalitzar dos anys després. A l'estiu del 1190, Conrad va viatjar a Antioquia per portar un jove parent seu, Frederic VI de Suàbia, fora de perill al costat de les restes de l'exèrcit imperial de Frederic Barba-roja.
Guiu de Lusignan era rei de Jerusalem únicament pel seu matrimoni amb Sibil·la. Però quan Sibil·la i les seves filles van morir per malaltia aquest any, Guiu es va negar a lliurar la corona. L'hereva del regne de Jerusalem era Isabel, germanastra de Sibil·la, que estava casada amb Hunfred IV de Toron. No obstant això, Conrad comptava amb el suport de la mare d'Isabel, Maria Comnena, i del seu padrastre Balian d'Ibelin, el de Reinald de Châtillon i d'altres nobles croats. Van aconseguir que s'anul·lés el matrimoni d'Isabel al·legant que era menor d'edat quan es va casar i que, per tant, no li era possible donar el seu consentiment. Llavors Conrad es va casar amb Isabel (24 de novembre del 1190), la qual cosa va provocar rumors de bigàmia, ja que encara seguia casat amb Teodora. No obstant això, l'historiador Coniata, que solia denunciar amb duresa qualsevol irregularitat marital o sexual, no en fa esment. Això podria indicar que el divorci de Conrad ja s'havia efectuat a Constantinoble abans del 1190; fet que d'altra banda explicaria el que ja no hi tornés mai més. També va haver-hi objeccions al matrimoni des del punt de vista del dret canònic, ja que un germà de Conrad hi havia estat casat amb una mig germana d'Isabel, i la llei de l'Església igualava aquest parentiu al de sang. El legat papal, Ubaldo Lanfranchi, qrquebisbe de Pisa, va donar la seva aprovació i els seus opositors van denunciar que l'arquebisbe havia estat subornat. El matrimoni va ser oficiat el 24 de novembre del 1190 per Felip de Dreux, bisbe de Beauvais i fill del cosí de Conrad, Robert I de Dreux. Des d'aquest moment Conrad es va convertir de iure en rei de Jerusalem. No obstant això, havia estat ferit en batalla tan sols nou dies abans, i després de les noces va tornar a Tir amb la núvia per recuperar-se. Va tornar al setge de Jerusalem a la primavera i va protagonitzar un infructuós atac contra la Torre de les Mosques, en l'entrada del port.
Com que Guiu era vassall del rei anglès Ricard Cor de Lleó per les seves possessions al Poitou, Ricard li donava suport en la disputa, mentre que Conrad estava sent secundat pels seus cosins el duc Leopold V d'Àustria i el rei Felip II de França. Conrad va exercir de cap de la negociació durant el lliurament d'Acre, i va hissar els estendards de rei a la ciutat. Posteriorment, les dues parts van arribar a un acord: Guiu era confirmat com a rei, i Conrad era nomenat el seu hereu. Conrad va aconseguir retenir en el seu poder les ciutats de Tir, Beirut i Sidó, mentre que, com a hereu, rebria Jerusalem a la mort de Guiu. Al juliol de 1191 el seu cosí, el rei francès Felip II, va decidir tornar a França. Però abans va retornar a Conrad la meitat del tresor saquejat a Acre i tots els prominents musulmans retinguts com a ostatges. El rei Ricard li va demanar a Conrad ajuda contra els seus enemics, però Conrad li va donar llargues tant com va poder. Quan finalment Conrad va cedir (ja que Ricard era el nou capdavanter de la croada), Ricard havia matat tots els ostatges. Conrad no es va unir a Ricard en el seu campament del sud, sinó que va preferir romandre amb la seva esposa Isabel en Tir, creient que la seva vida estava en perill. Aproximadament va ser per aquestes dates quan el pare de Conrad va morir.
Durant aquell hivern, Conrad, sospitant que el proper moviment de Ricard seria intentar recuperar Tir per a Guiu, va entaular negociacions amb Saladí. El seu principal objectiu era ser reconegut com a governant del nord del regne de Jerusalem, mentre que Saladí (que simultàniament estava negociant amb Ricard un possible matrimoni entre el seu germà Al-Àdil I i la germana vídua de Ricard, Joana) esperava que Conrad abandonés als Croats. La situació va donar un gir quan l'enviat de Ricard, Hunfred de Toron (l'anterior marit d'Isabel), va sorprendre l'enviat de Conrad, Reginald de Sidó, negociant amb Al-Àdil. Sembla que finalment Conrad no va arribar a cap acord, mentre que Joana es va negar a casar-se amb un musulmà.

## Assassinat
A l'abril del 1192 el tron va ser sotmès a la votació dels barons del regne de Jerusalem, els quals van triar, per a consternació de Ricard, a Conrad. Ricard va vendre a Guiu la senyoria de Xipre (on va continuar usant el títol de rei) per compensar-li i evitar que tornés al Poitou (ja que la seva família tenia la reputació d'estar en constant rebel·lia). El nebot de Ricard, Enric II de Xampanya, va portar les notícies del resultat de les eleccions a Tir i va retornar a Acre el 24 d'abril.
Però Conrad no va arribar a ser coronat. Durant les últimes hores del matí o primeres del migdia del 28 d'abril, Isabel, que estava embarassada, tornava massa tard dels banys turcs per dinar amb ell, així que Conrad va anar a menjar a casa del seu familiar i amic Felip, el bisbe de Beauvais. El bisbe ja havia dinat i Conrad va decidir tornar a casa seva. Durant el camí va ser atacat per dos hashshashin que el van apunyalar almenys dues vegades, en el costat i en l'esquena. Els seus guardaespatlles van matar un dels atacants i van capturar l'altre. No se sap quant temps va romandre amb vida Conrad després de l'atac. Algunes fonts assenyalen que va morir en l'escena de l'atac, o en la rodalia d'una església propera. Per la seva banda, els cronistes de Ricard afirmen que va ser portat amb vida a casa, on va rebre l'extremaunció, i allí va instar Isabel a lliurar la ciutat únicament a Ricard o al seu representant. Aquesta versió és menys creïble per la mateixa relació de rivalitat que van mantenir tots dos durant anys. Conrad va ser enterrat en Tir, a l'església dels Hospitalers. El cronista àrab Ibn al-Athir va escriure: «Realment la mort d'un rei tan formidable va ser una gran pèrdua per al regne». Tenia uns 46 o 47 anys.
L'assassinat va quedar sense ser resolt. Després de ser torturat, el hashshashin supervivent va assegurar que Ricard estava darrere de l'assassinat, la qual cosa és impossible de provar. Algunes sospites van recaure sobre Hunfred de Toron, el primer marit d'Isabel. L'ombra de Saladí també podria estar després de l'assassinat, encara que el fet que estigués enmig de noves negociacions amb Conrad fa d'això bastant improbable. A més, Saladí no era partidari dels hashshashin. El 1970 Patrick A. Williams va argumentar que el culpable era Enric de Xampanya, però sembla improbable que prengués una decisió tan dràstica sense el consentiment del seu oncle Ricard.
Més tard, mentre tornava de les croades disfressat, Ricard va ser reconegut per Meinard II de Görz, que era nebot de Conrad, segurament pel primer matrimoni d'aquest, i va ser empresonat per Leopold V d'Àustria (cosí de Conrad). Una de les causes per ser detingut va ser precisament l'assassinat de Conrad. Ricard va sol·licitar que els hashshashin rehabilitessin el seu nom i, en una oportuna carta suposadament enviada pel líder hashshashin Raixid-ad-Din Sinan, se l'exculpa de tot. La carta relatava que en 1191 Conrad havia capturat un vaixell hashshashin que havia buscat refugi en Tir durant una tempesta. Conrad va matar el capità, va empresonar a la tripulació i es va apropiar del tresor que el vaixell transportava. Quan Raixid-ad-Din Sinan va sol·licitar que la tripulació fos alliberada i el tresor retornat, Conrad es va negar i Raixid el va sentenciar a mort. No obstant això, és difícil creure que aquesta carta sigui autèntica: Raixid ja estava mort en aquella època, i a banda d'aquesta carta no hi ha més dades que sostinguin que els hashshashin tinguessin alguna cosa a veure amb la navegació. D'altra banda, Isabel, embarassada, es va casar amb Enric de Xampanya tan sols set dies després d'enviduar, la qual cosa podria indicar que estava al corrent del que anava a succeir. Tot indica que l'assassinat va ser promogut dins la política dels francs a Terra Santa.

## Família
El germà de Conrad Bonifaci va ser el líder de la Quarta Croada i un notable mecenes de trobadors, igual que la seva germana Azalaïs marquesa de Saluzzo. El seu germà menor, Renyer o Rainer, va ser gendre de l'emperador romà d'Orient Manuel I Comnè, mentre que el gran, Guillem va ser el primer marit de Sibil·la i pare del rei Balduí V de Jerusalem. Conrad també va ser marquès de Montferrat, encara que el marquesat el va governar el seu germà Bonifaci fins que el va heretar l'any 1191 per la mort de Conrad. L'hereva de Conrad va néixer alguns mesos després de la seva mort: una nena anomenada Maria que es va convertir en reina de Jerusalem als tretze anys, després de la mort d'Isabel.
Conrad va estar casat en tres ocasions:
- Dona de nom desconegut, amb la qui es va casar abans del 1179. Ella va morir el 1186.
- Teodora, la germana d'Isaac II; Àngel, amb la qual es va casar el 1187. Probablement es van divorciar abans del 1190. Teodora, despitada, va ingressar llavors en el convent de Dalmatios.
- Isabel I de Jerusalem, amb la qual es va casar el 1190.

## Curiositats
Una de les seves esposes (segurament la primera) és la protagonista d'una de les novel·les del Decameró (Primera Jornada, Novel·la 5a). En aquesta novel·la, la marquesa va haver de fer front a les pretensions del rei Felip II de França durant l'absència de Conrad.
Malgrat que els artistes i la tradició posteriors (com en el quadre de François-Édouard Picot) és presentat amb pèl i barba negres, ell realment era ros, igual que el seu pare i els seus dos germans.